# 上市駅
上市駅（かみいちえき）は、富山県中新川郡上市町若杉にある、富山地方鉄道本線の駅である。駅番号はT12。当駅ではスイッチバックを行う構造となっている。

## 歴史

### 軽便鉄道
- 1913年（大正2年）6月25日：立山軽便鉄道の滑川駅 - 五百石駅間の開通[2]と同時に当駅が開業[8]。軌間762 mm、動力は蒸気[9]。
- 1917年（大正6年）6月25日：立山軽便鉄道が立山鉄道に社名を変更[10]。
- 1931年（昭和6年）3月20日：富山電気鉄道が立山鉄道を合併[2][10]。

### 富山電気鉄道・富山地方鉄道
- 1931年（昭和6年）
  - 8月15日：富山電気鉄道の富山田地方駅 - 当駅間が開業[2][3][11]、上市口駅として駅開設。軌間1067 mmに改軌し電化[9]。
  - 11月6日：富山電気鉄道の当駅 - 滑川駅間が開業[11]。
  - 11月7日：富山電気鉄道の当駅 - 上市駅間が開業[3]。この当時の上市駅は、現在より東側600mに位置していた[4][11]。この区間延長は、当時の大岩鉄道計画によるものであったが、当駅と上市口駅間の往復が輸送上、ダイヤ編成上でも障害となっていた[12]。
- 1932年（昭和7年）12月20日：当駅 - 五百石駅間が廃止[11]。
- 1943年（昭和18年）
  - 1月1日：富山県交通大統合に伴い、富山地方鉄道が設立。当駅の所属線が本線となる[2]。
  - 11月11日：前述の輸送上の問題を解消するため[12]、当駅 - 上市駅間が廃止、駅名を上市駅に改称[3][11]。これについては地元から「町の中心部から外れる」と猛反発があったが、交渉の末実現することになった[12]。後に廃線となった当駅 - 上市駅間は上市町に譲渡され駅前中央通りの道路用地に転用され、旧上市駅舎も上市町に譲渡され、上市町役場に転用された[13][12]（役場移転後は上市児童館に建て替えられた[12]。）。
- 1947年（昭和22年）11月1日：駅舎改築[11]。[12]
- 1970年（昭和45年）9月5日：貨物取扱を廃止[14][8]。
- 1972年（昭和47年）
  - 6月：現駅舎への改築工事が着工[3][15]。
  - 11月23日：現駅舎竣工[3][15]。
- 2021年（令和3年）11月6日・7日：開設90年を迎え、記念イベントを開催。ホームに「寄せ書き電車」が入線し、車両前部に90周年のヘッドマークを掲げた[16]。

なお、旧上市駅 - 上市口駅（現・上市駅）間の廃止後も、スイッチバック解消を目的に上市駅をさらに西方向へ移転させる計画もあったが、これも地元からの反対により、今日まで実現していない。

## 駅構造

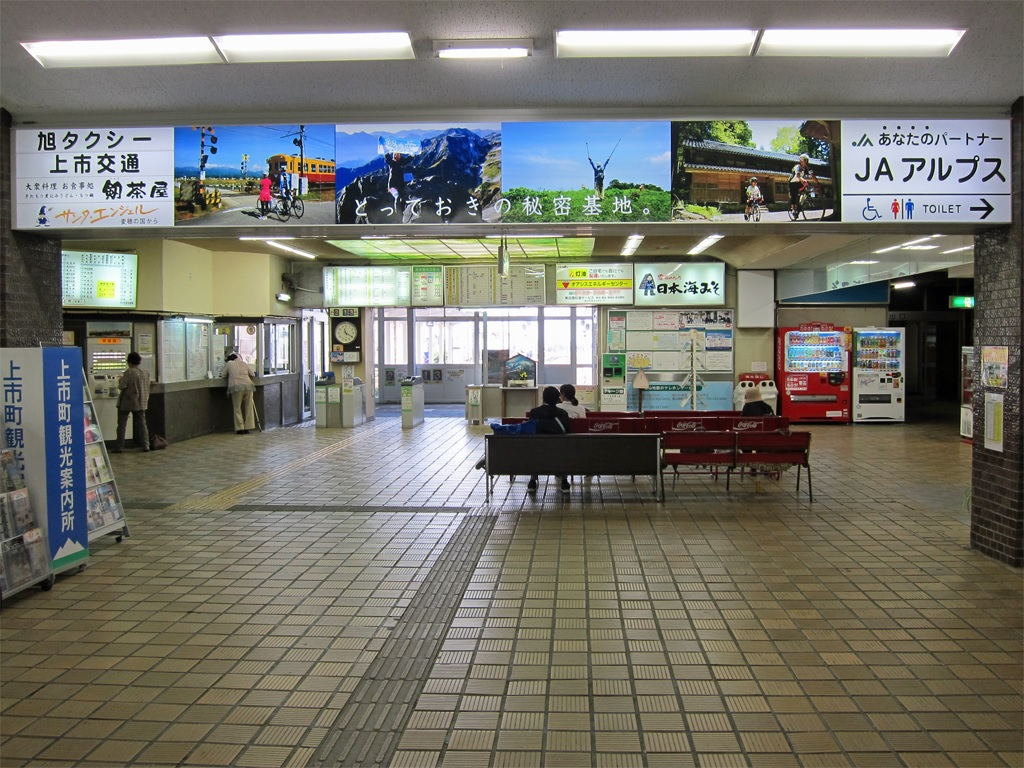
改札口付近（2018年10月）

頭端式2面3線のホームを持つ。ICカード専用改札機も設置されている。ホーム番号の並びは変則的で、最も南の片面ホームが2番線、中央が1番線、北側が3番線となっている。
駅舎は鉄骨鉄筋2階建て（一部3階建て）の駅ビルとなっている。総面積は5,038 m2（ボウリング場を除く）。駅ビル内にはかつてはスーパーや衣料品店のほか20店舗、遊戯施設（ボウリング場やゲームセンター）、1階南側に食堂街などが入居していたが、1991年の核テナント（北陸ジャスコ上市店）の閉店を経て、現在はアルプス農業協同組合の事務所と観光案内所やパン屋など数軒のテナントが入居するのみとなっている。また、待合室に通じる改札外コンコースは吹き抜け構造になっている。2021年には駅開業90周年記念事業として、上市町観光協会が改札横にストリートピアノ（かみいち駅ピアニーノ）を設置した。

### のりば
駅舎南側から
| のりば | 路線  | 方向 | 行先       | 備考                        |
| ------ | ----- | ---- | ---------- | --------------------------- |
| 2      | ■本線 | 下り | 宇奈月方面 |                             |
| 1・3   | ■本線 | 上り | 富山方面   | 3番のりばは当駅始終着の列車 |

### 配線図
|                 | ↑ 宇奈月温泉方面    |  |
| ← 電鉄富山 方面 | 上市駅 鉄道配線略図 |  |
| 凡例 出典:      |                     |  |

## 利用状況
2019年（令和元年）度の1日平均乗降人員は1,862人であった。
近年の1日平均乗降人員推移は以下の通りである。
| 年度   | 1日平均 乗降人員 |
| ------ | ---------------- |
| 1995年 | 3,338            |
| 1996年 | 3,158            |
| 1997年 | 2,846            |
| 1998年 | 2,642            |
| 1999年 | 2,468            |
| 2000年 | 2,343            |
| 2001年 | 2,236            |
| 2002年 | 2,101            |
| 2003年 | 1,869            |
| 2004年 | 1,820            |
| 2005年 | 1,863            |
| 2006年 | 1,922            |
| 2007年 | 1,948            |
| 2008年 | 1,898            |
| 2009年 | 1,768            |
| 2010年 | 1,855            |
| 2011年 | 1,897            |
| 2012年 | 1,933            |
| 2013年 | 1,709            |
| 2014年 | 1,745            |
| 2015年 | 1,813            |
| 2016年 | 1,837            |
| 2017年 | 1,876            |
| 2018年 | 1,995            |
| 2019年 | 1,862            |
| 2020年 | 1,574            |
| 2021年 | 1,592            |
| 2022年 | 1,657            |

## 駅周辺
- 日本海味噌醤油株式会社
- 北陸銀行上市支店
- 上市郵便局
- 富山第一銀行上市支店

## 隣の駅
富山地方鉄道
■本線
■アルペン特急（立山行きのみ運転）
寺田駅 (T08) ← 上市駅 (T12) ← 中滑川駅 (T17)
■急行（上りのみ運転）
寺田駅 (T08) ← 上市駅 (T12) ← 新宮川駅 (T13)
■普通
新相ノ木駅 (T11) - 上市駅 (T12) - 新宮川駅 (T13)